# Adimakal
Pour plus de détails, voir Fiche technique et Distribution.
Adimakal (en malayalam : അടിമകൾ), également retranscrit en Adimagal, est un film indien en langue malayalam réalisé par K. S. Sethumadhavan et sorti en 1969. Inspiré du roman homonyme de Pamman (en) et produit par M. O. Joseph, Adimakal  remporte un National Film Award du meilleur long-métrage en malayalam (en) ainsi qu'un Filmfare Award du meilleur film en malayalam. Le film est adapté en télougou sous le nom de Chilakamma Cheppindi (1977) avec Rajinikanth et en tamoul sous le nom de Nizhal Nijamagiradhu (1978) avec Kamal Haasan.

## Fiche technique
- Titre du film : Adimakal
- Titre original : അടിമകൾ
- Réalisation : K. S. Sethumadhavan
- Scénario : Thoppil Bhasi
- Sujet :
- Commentaire :
- Photographie :
- Production : M. O. Joseph
- Société de production : Manjilas
- Durée : 145 minutes (2 h 25)
- Pays d'origine :  Inde
- Langue originale : Malayalam
- Date de sortie : 5 avril 1969[1]
- Genre :

### Musique
Les bandes musicales du film sont composées par G. Devarajan et leurs paroles sont écrites par Vayalar Ramavarma et Jayadevar,,.
| no | Titre                    | Interprètes                                      | Paroles           | Durée (m:ss) |
| 1  | Chethi Mandaaram Thulasi | P. Susheela                                      | Vayalar Ramavarma | 03:05        |
| 2  | Indumukhi                | P. Jayachandran                                  | Vayalar Ramavarma | 02:53        |
| 3  | Lalithalavanga           | P. Leela                                         | Jayadevar         | 03:22        |
| 4  | Maanaseshwari            | A. M. Rajah                                      | Vayalar Ramavarma | 03:00        |
| 5  | Naarayanam Bhaje         | P. Jayachandran, Chorus, Paramasivan Bhagavathar |                   | 03:02        |
| 6  | Thaazhampoo manamulla    | A. M. Rajah                                      | Vayalar Ramavarma | 03:29        |

## Distribution
- Prem Nazir : Raghavan (Pottan)
- Sathyan : Appukkuttan
- Sheela : Saraswathyamma
- Sharada : Ponnamma
- Adoor Bhasi : Giridhara Yogi/Naanu Kurup
- Ammini
- Sankaradi : Shanku Ammavan
- Jesey : Anandan
- Adoor Bhavani : Karthiyayini
- Baby Kumudam : Vilasini
- Bahadoor : Bhargavan
- Kumari Padmini : Meenakshi
- Kuttan Pillai
- N. Govindankutty : Pachu Kurup
- Paravoor Bharathan : Unnithan

## Adaptations
| Année | Titre                | Langue   | Distribution                                           | Réalisateur          |
| ----- | -------------------- | -------- | ------------------------------------------------------ | -------------------- |
| 1977  | Chilakamma Cheppindi | Télougou | Rajinikanth, Sangeetha, Sripriya, Narayana Rao         | Eranki Sharma        |
| 1978  | Nizhal Nijamagiradhu | Tamoul   | Kamal Haasan, Sumithra, Shoba, Sarath Babu, Hanumanthu | Kailasam Balachander |